# Callistethus cicatricosus
Callistethus cicatricosus är en skalbaggsart som beskrevs av Perty 1832. Callistethus cicatricosus ingår i släktet Callistethus och familjen Rutelidae. Inga underarter finns listade.